# Letní tábor (film)
Letní tábor (v originále Camp) je americký hraný film z roku 2003, který režíroval Todd Graff podle vlastního scénáře. Film se odehrává na letním táboře, kde se dospívající mládež učí hrát divadlo.

## Děj
Studenti s hereckým a hudebním nadáním se sjíždějí na letní tábor, který je vždy ukončen společným nastudovaným muzikálem pro rodiče. Tábor vede Bert Hanley, který kdysi napsal slavný muzikál, ale v posledních letech se mu nedaří, takže propadl cynismu a alkoholu. Také mnozí z mladých přijíždějí na tábor s osobními problémy. Jenna, která by chtěla zhubnout, Ellen, které chybí sebevědomí, Michael, který se trápí tím, že je gay, Fritzi, která marně usiluje o přátelství s namyšlenou Jill. Také Vlad, který se zdá být dokonalý, má vnitřní problém. I přes všechny neshody a překážky se podaří s úspěchem nastudovat závěrečné benefiční představení.

## Obsazení
| Daniel Letterle  | Vlad Baumann     |
| Joanna Chilcoat  | Ellen Lucas      |
| Robin de Jesús   | Michael Flores   |
| Anna Kendrick    | Fritzi Wagner    |
| Alana Allen      | Jill Simmons     |
| Vince Rimoldi    | Spitzer          |
| Don Dixon        | Bert Hanley      |
| Tiffany Taylor   | Jenna Malloran   |
| Sasha Allen      | Dee              |
| Eddie Clark      | pan Malloran     |
| Leslie Frye      | paní Malloranová |
| David Perlow     | Ben Lucas        |
| DeQuina Moore    | DeQuina          |
| Steven Cutts     | Shaun            |
| Stephen Sondheim | sám sebe         |